# C. Frank Bennett
C. Frank Bennett est un pharmacologue américain. Bennett est actuellement vice-président principal de la recherche et responsable de la franchise de neurologie chez Ionis Pharmaceuticals. Il est lauréat du Breakthrough Prize 2019 en sciences de la vie, qu'il partage avec son collaborateur Adrian Krainer (scientifique) (en) pour le développement d'une thérapie pour les enfants atteints de l'amyotrophie spinale, une maladie neurodégénérative.

## Jeunesse et éducation
C. Frank Bennett grandit à Aztec, au Nouveau-Mexique, où sa famille possède un petit hôtel. Bennett est titulaire d'un baccalauréat en pharmacie de l'Université du Nouveau-Mexique et obtient un doctorat en pharmacologie en 1985 du Baylor College of Medicine. Bennett obtient une bourse postdoctorale aux SmithKline & French Laboratories avec Stanley T. Crooke.

## Carrière
Bennett est l'un des membres fondateurs d'Ionis Pharmaceuticals à Carlsbad, en Californie. Il est impliqué dans le développement d'oligonucléotides antisens comme agents thérapeutiques, notamment la recherche sur l'application des oligonucléotides pour les maladies inflammatoires et le cancer, l'administration d'oligonucléotides, la pharmacocinétique et la chimie médicinale. Bennett dirige le développement d'une technologie antisens pour le traitement des maladies neurologiques, notamment le nusinersen, un traitement pour l'amyotrophie spinale, et plusieurs médicaments antisens dans des essais cliniques pour la maladie de Huntington, la maladie d'Alzheimer et la sclérose latérale amyotrophique (SLA). Bennett publie plus de 200 articles sur la technologie antisens et possède plus de 175 brevets américains délivrés. Bennett est co-récipiendaire du prix Breakthrough 2019 en sciences de la vie et récipiendaire du prix Leslie Gehry Brenner pour l'innovation en science décerné par la Hereditary Disease Foundation (2018).